# Diogo Antunes de Oliveira
Diogo Antunes de Oliveira (Arapongas, Paraná, 29 de octubre de 1986) es un mediocentro defensivo brasileño. Actualmente juega en el Sport Recife.
Entre sus logros más importantes están haber llegado a la final de la Copa Sudamericana 2009 con Fluminense, mismo club con el que al año siguiente ganó el Campeonato Brasileño de Serie A.

## Clubes
| Club                    | País   | Año        | Partidos (Liga) | Goles (Liga) |
| ----------------------- | ------ | ---------- | --------------- | ------------ |
| Londrina                | Brasil | 2005       |                 |              |
| Figueirense             | Brasil | 2006-2008  | 68              | 4            |
| Grêmio (Cedido)         | Brasil | 2009       | 0               | 0            |
| Fluminense              | Brasil | 2009- 2011 | 69              | 0            |
| Sport Recife            | Brasil | 2012-      | 1               | 0            |
| Figueirense (Cedido)    | Brasil | 2012       | 6               | 0            |
| Vegalta Sendai (Cedido) | Japón  | 2013       |                 |              |

- Datos: Q2352760